# Mudagere, Nagamangala
Mudagere là một làng thuộc tehsil Nagamangala, huyện Mandya, bang Karnataka, Ấn Độ.